# Inuvik
Inuvik /[unsupported input]ˈnuːvɪk/ (locul omului) este un oraș din Teritoriile de Nordvest ale Canadei și este centrul administrativ pentru regiunea Inuvik. Inuvik este atât o comunitate Gwichʼin, cât și o comunitate inuvialuit. Comunitatea, ca și Aklavik, este situată atât în zona de așezare Gwich'in, cât și în Regiunea de Așezare Inuvialuit.